# Bucorvidae
Bucorvidae là một họ chim trong bộ Coraciiformes.

## Phân loại học
Họ này chỉ có một chí duy nhất là Bucorvus và có 2 loài:
- Bucorvus abyssinicus (Boddaert, 1783)
- Bucorvus leadbeateri (Vigors, 1825)

## Hình ảnh

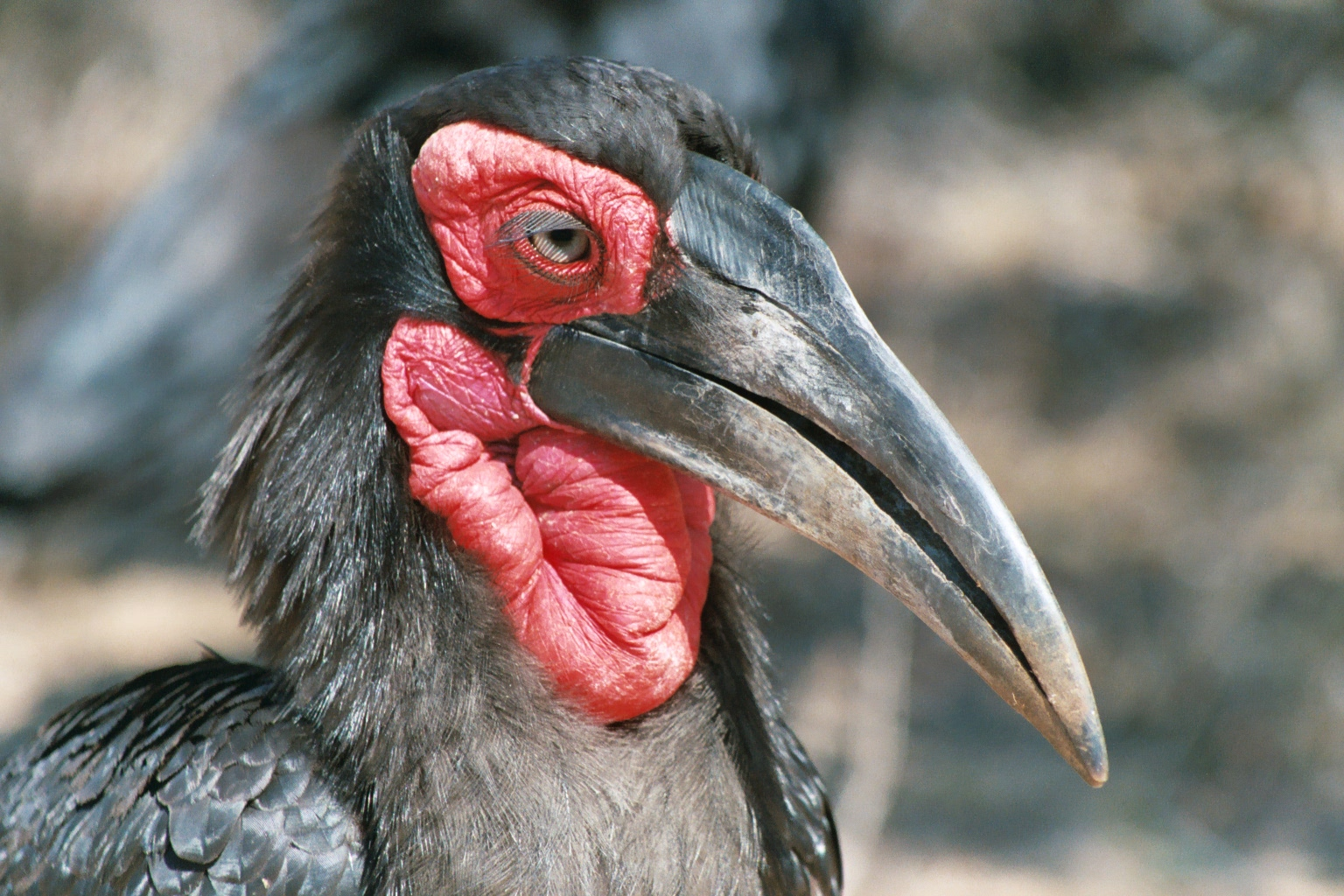
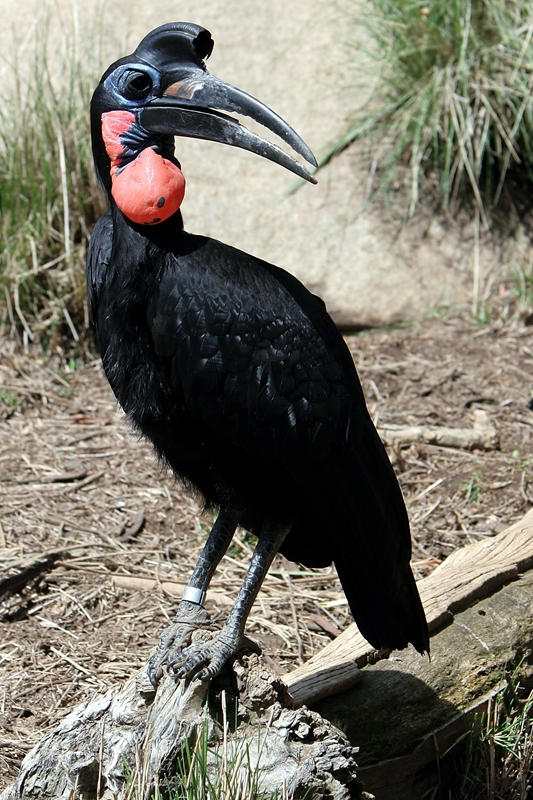
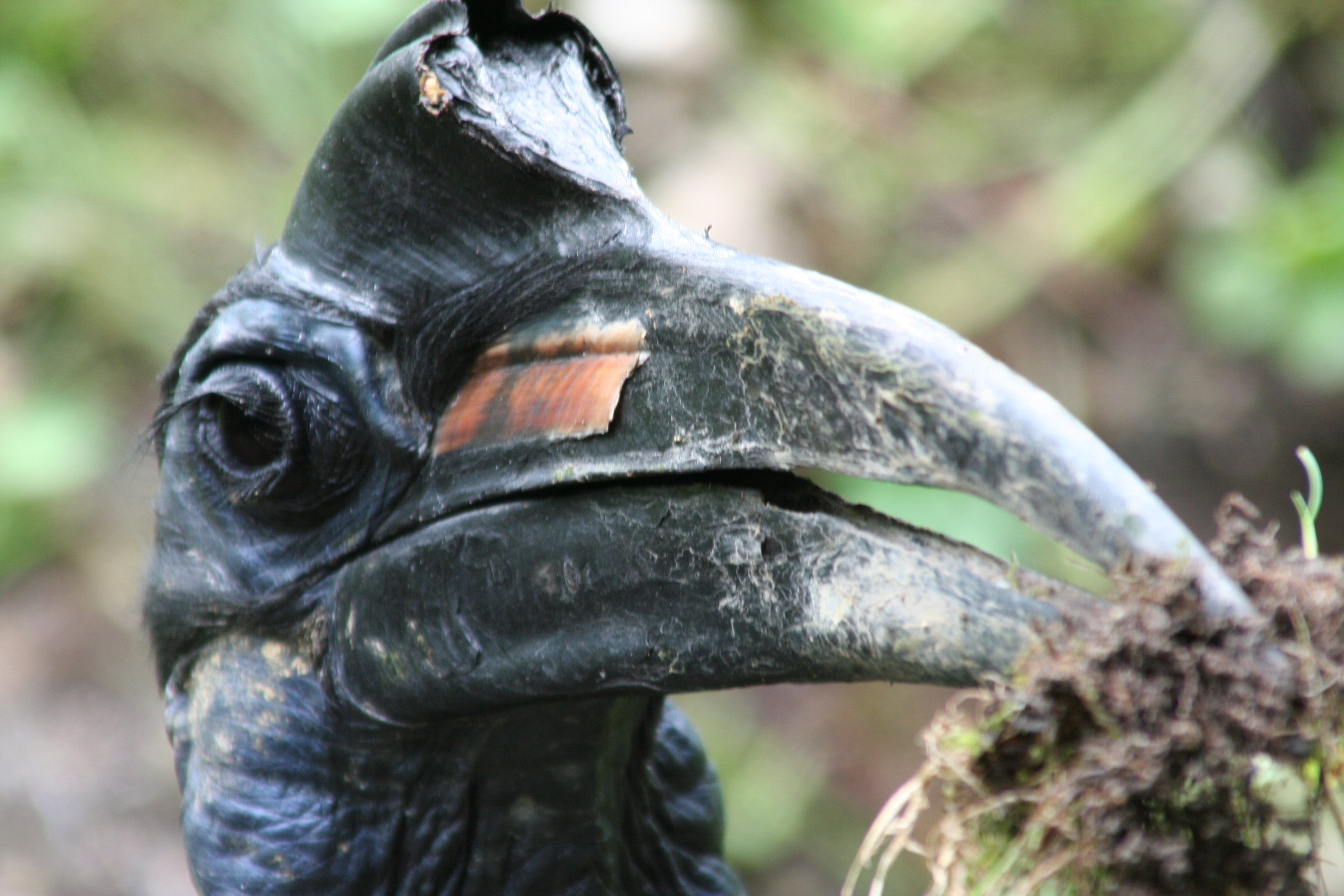
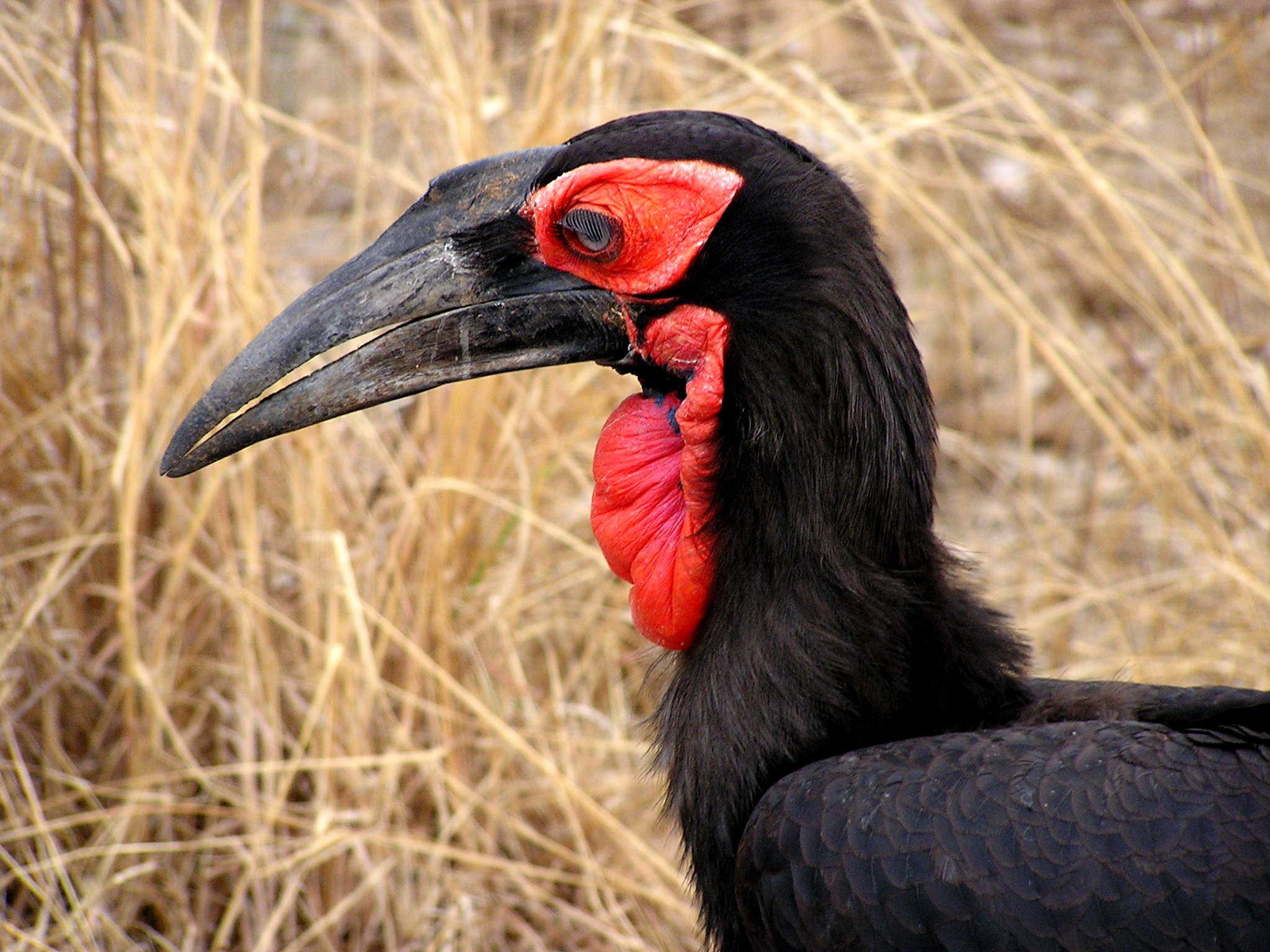
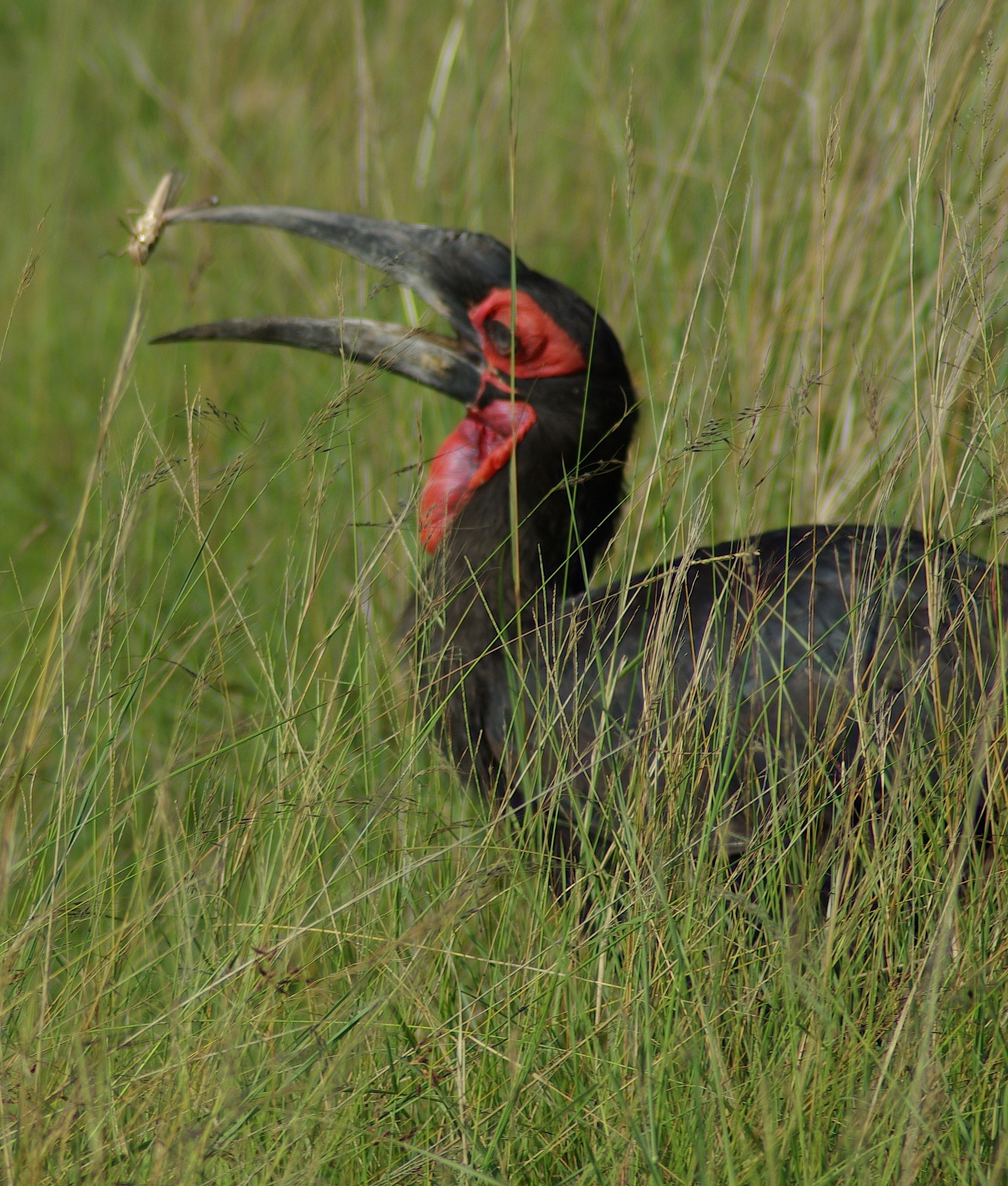
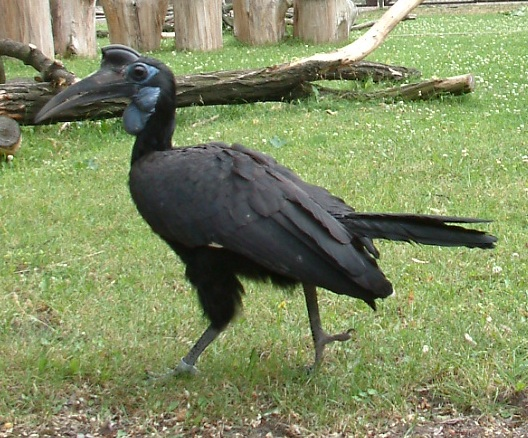
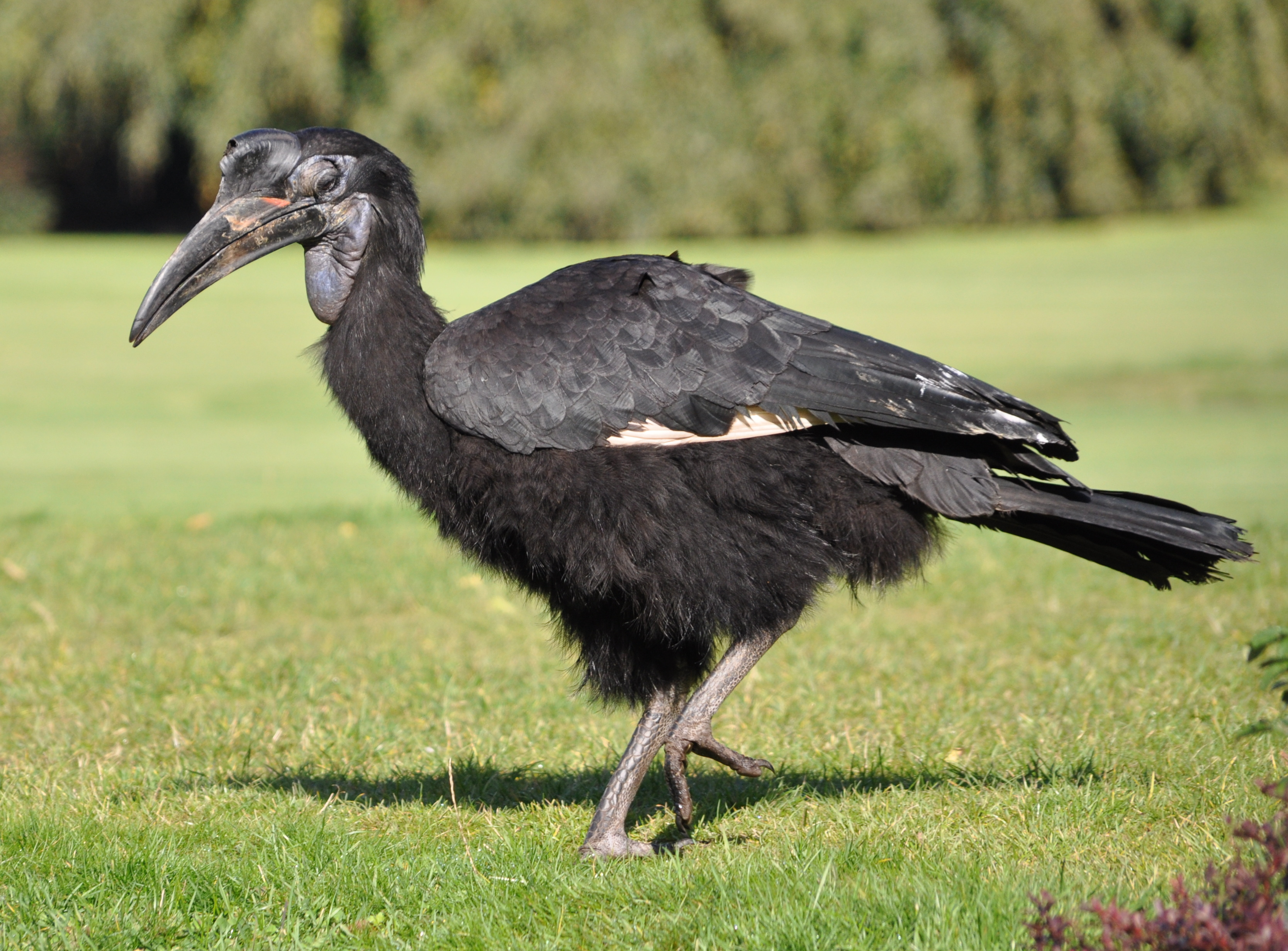
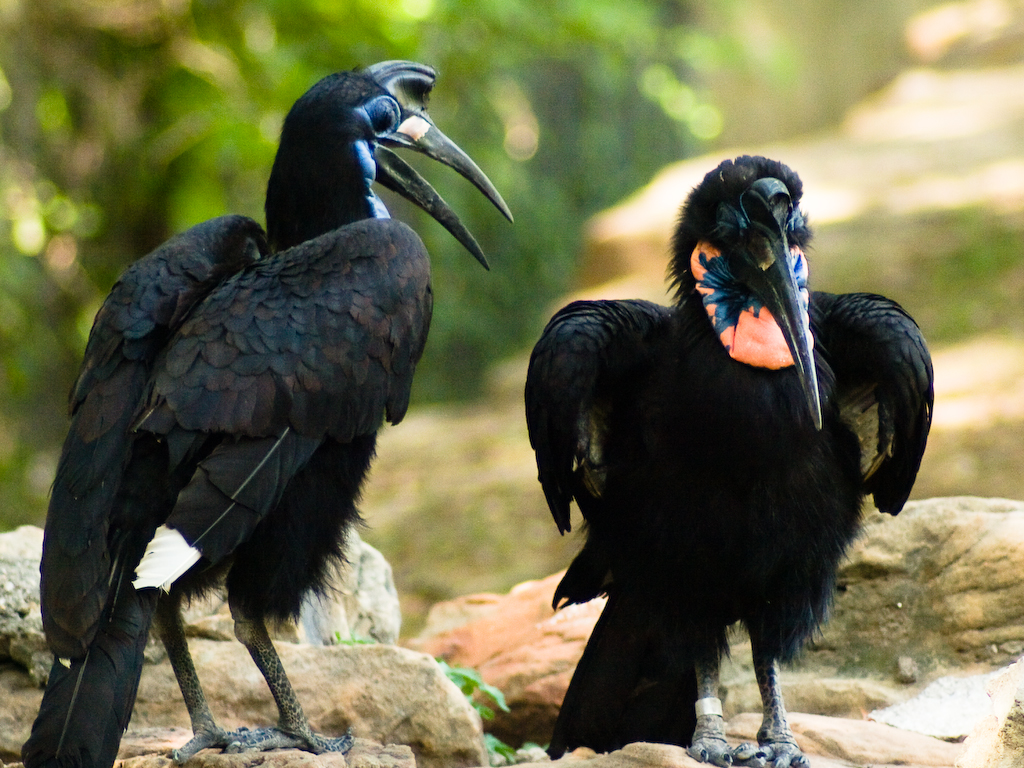